# Ammochloa palaestina
Ammochloa palaestina är en gräsart som beskrevs av Pierre Edmond Boissier. Ammochloa palaestina ingår i släktet Ammochloa och familjen gräs. Inga underarter finns listade i Catalogue of Life.